# Rangers F.C.
Câu lạc bộ bóng đá Rangers là một đội bóng đá có trụ sở ở Glasgow, Scotland, đội bóng hiện đang chơi ở giải Scottish Professional Football League, trong Scottish Premiership. Đội bóng có biệt danh là gấu Teddy và ngọn lửa xanh, và các cổ động viên của họ được biết tới với cái tên mũi xanh. Họ đôi khi được gọi là Glasgow Rangers, mặc dù từ Glasgow không có trong tên chính thức của đội bóng. Tên đầy đủ của đội bóng là Câu lạc bộ bóng đá Rangers. Sân nhà của đội bóng là sân Ibrox với sức chứa 50,817 chỗ ngồi ở tây nam Glasgow.
Rangers đã vô địch quốc gia 55 lần, nhiều hơn bất cứ đội bóng nào trên thế giới. Họ đã vô địch Scottish League Cup 27 lần - nhiều nhất ở Scotland - cúp quốc gia Scotland 33 lần. Tất cả các thành tích trên giúp Rangers trở thành câu lạc bộ giàu thành tích quốc nội nhất trên thế giới. Vào năm 1961 Rangers là đội bóng đầu tiên thuộc vương quốc Anh lọt vào đến trận chung kết cúp châu Âu. Họ vô địch Cúp các câu lạc bộ đoạt cúp bóng đá quốc gia châu Âu vào năm 1972, về nhì vào các năm 1961 và 1967, và về nhì ở Cúp UEFA 2008. Một lượng fan đạt đến 200,000 đã hành quân tới Manchester để xem trận chung kết, phần lớn trong số họ không có vé vào sân.
Cầu thủ và fan của Rangers hiện nay thuộc nhiều quốc gia khác nhau và thuộc nhiều tôn giáo và chính trị. Trong lịch sử của họ, Rangers có đối thủ kình địch là đội bóng cùng thành phố Celtic, và hai đội hiện nay đang bá chủ giải vô địch Scotland.

## Ban lãnh đạo và ban huấn luyện

### Ban lãnh đạo
| Vị trí             | Tên               |
| ------------------ | ----------------- |
| Chủ tịch           | Dave King         |
| Phó Chủ tịch       | Douglas Park      |
| Giám đốc điều hành | Stewart Robertson |
| Giám đốc tài chính | Andrew Dickson    |
| Thư ký Câu lạc bộ  | James Blair       |
| Các giám đốc khác  | Alistair Johnston |
| Các giám đốc khác  | John Bennett      |
| Các giám đốc khác  | Graeme Park       |
| Các giám đốc khác  | Barry Scott       |
| Các giám đốc khác  | Julian Wolhardt   |

### Ban huấn luyện
| Vị trí                           | Tên                         |
| -------------------------------- | --------------------------- |
| Huấn luyện viên trưởng           | Steven Gerrard              |
| Trợ lý huấn luyện viên           | Gary McAllister             |
| Huấn luyện viên thủ môn          | Colin Stewart               |
| Trợ lý huấn luyện viên           | Michael Beale / Tom Culshaw |
| Huấn luyện viên thể lực          | Jordan Milsom               |
| Tuyển trạch viên trưởng          | Andy Scoulding              |
| Chuyên gia phân tích chiến thuật | Scott Mason                 |
| Bác sĩ câu lạc bộ                | Mark Waller                 |
| Chuyên gia vật lý trị liệu đội   | Steven Walker               |
| Nhân viên mát xa                 | David Lavery                |

## Cầu thủ

### Đội hình hiện tại
Tính đến 12 tháng 7 năm 2023
Ghi chú: Quốc kỳ chỉ đội tuyển quốc gia được xác định rõ trong điều lệ tư cách FIFA. Các cầu thủ có thể giữ hơn một quốc tịch ngoài FIFA.
| Số | VT | Quốc gia    | Cầu thủ                              |
| -- | -- | ----------- | ------------------------------------ |
| 1  | TM | Anh         | Jack Butland                         |
| 2  | HV | Anh         | James Tavernier (đội trưởng)         |
| 3  | HV | Thổ Nhĩ Kỳ  | Rıdvan Yılmaz                        |
| 4  | TV | Anh         | John Lundstram                       |
| 6  | HV | Anh         | Connor Goldson (đội phó)             |
| 7  | TV | România     | Ianis Hagi                           |
| 8  | TV | Scotland    | Ryan Jack                            |
| 9  | TĐ | Croatia     | Antonio Čolak                        |
| 10 | TV | Bắc Ireland | Steven Davis                         |
| 11 | TĐ | Wales       | Tom Lawrence                         |
| 13 | TV | Anh         | Todd Cantwell                        |
| 14 | TĐ | Hà Lan      | Sam Lammers                          |
| 16 | HV | Scotland    | John Souttar                         |
| 17 | TĐ | Wales       | Rabbi Matondo                        |
| 18 | TV | Phần Lan    | Glen Kamara                          |
| 19 | TĐ | Sénégal     | Abdallah Sima (cho mượn từ Brighton) |
| 20 | TV | Anh         | Kieran Dowell                        |
| 23 | TĐ | Scotland    | Scott Wright                         |

| Số | VT | Quốc gia | Cầu thủ        |
| -- | -- | -------- | -------------- |
| 24 | TV | Nigeria  | Nnamdi Ofoborh |
| 25 | TĐ | Jamaica  | Kemar Roofe    |
| 26 | HV | Anh      | Ben Davies     |
| 27 | HV | Nigeria  | Leon Balogun   |
| 28 | TM | Scotland | Robby McCrorie |
| 30 | TĐ | Zambia   | Fashion Sakala |
| 31 | HV | Croatia  | Borna Barišić  |
| 32 | TM | Scotland | Kieran Wright  |
| 33 | TM | Scotland | Jon McLaughlin |
| 34 | HV | Scotland | Lewis Mayo     |
| 38 | HV | Scotland | Leon King      |
| 41 | TV | Scotland | Ben Williamson |
| 42 | TĐ | Scotland | Josh McPake    |
| 43 | TV | Bỉ       | Nicolas Raskin |
| 44 | HV | Scotland | Adam Devine    |
| 51 | TV | Scotland | Alex Lowry     |
| —  | HV | Anh      | Dujon Sterling |
| —  | TĐ | Nigeria  | Cyriel Dessers |

### Cho mượn
Ghi chú: Quốc kỳ chỉ đội tuyển quốc gia được xác định rõ trong điều lệ tư cách FIFA. Các cầu thủ có thể giữ hơn một quốc tịch ngoài FIFA.
| Số | VT | Quốc gia | Cầu thủ                                |
| -- | -- | -------- | -------------------------------------- |
| 27 | TV | Scotland | Stephen Kelly (on loan at Ross County) |

| Số | VT | Quốc gia | Cầu thủ                               |
| -- | -- | -------- | ------------------------------------- |
| —  | TV | Scotland | Ross McCrorie (on loan at Portsmouth) |

## Kỉ lục

### Câu lạc bộ
Kỉ lục về số khán giả đến sân
143,570 vs Hibernian, 27 tháng 3 năm 1948
118,567 vs Celtic, 1 tháng 1 năm 1939
Kỉ lục về trận thắng
14-2 vs Whitehill, 29 tháng 9 năm 1883
14-2 vs Blairgowrie, 20 tháng 1 năm 1934
Kỉ lục về trận thắng ở giải ngoại hạng
10–0 vs Hibernian, 24 tháng 12 năm 1898
10–2 vs Raith Rovers, 16 tháng 12 năm 1967
Kỉ lục về trận thua
2–10 vs Airdrieonians, 6 tháng 2 năm 1886
Kỉ lục về trận thua ở giải ngoại hạng
0–6 vs Dumbarton, 4 tháng 5 năm 1892
Kỉ lục về số lần ra sân
John Greig, 755, 1960–1978
Kỉ lục về số lần ra sân ở giải ngoại hạng
Sandy Archibald, 513, 1917–1934
Kỉ lục về số lần ra sân ở cúp quốc gia
Alec Smith, 74
Kỉ lục về số lần ra sân ở cúp liên đoàn
John Greig, 121
Kỉ lục về số lần ra sân ở đấu trường châu Âu
Barry Ferguson, 82
Ghi nhiều bàn nhất
Ally McCoist, 355 bàn, 1983–1998
Ghi nhiều bàn nhất trong 1 mùa giải
Jim Forrest, 57 bàn, 1964–65
Ghi nhiều bàn nhất trong 1 mùa giải ở giải ngoại hạng
Sam English, 44 bàn, 1931–32
Ghi nhiều bàn nhất ở giải ngoại hạng
Ally McCoist, 251 bàn
Ghi nhiều bàn nhất ở cúp quốc gia
Jimmy Fleming, 44 bàn
Ghi nhiều bàn nhất ở cúp liên đoàn
Ally McCoist, 54 bàn
Ghi nhiều bàn nhất ở cúp châu Âu
Ally McCoist, 21 bàn
Kỉ lục về giữ sạch lưới
Chris Woods, 1196 phút, 1986–87 (Kỉ lục ở vương quốc Anh)
Số lần ra sân nhiều nhất cho ĐTQG
Frank de Boer, 112 caps for Hà Lan
Số tiền nhiều nhất nhận được từ vụ bán cầu thủ
Alan Hutton, £9m, Tottenham Hotspur, 2008
Số tiền kỉ lục bỏ ra để mua cầu thủ
Tore André Flo, £12.5 m, Chelsea, 2000

### Cá nhân
Ghi nhiều bàn nhất
| #  | Tên             | Sự nghiệp           | Ra sân | Bàn thắng | Trung bình |
| -- | --------------- | ------------------- | ------ | --------- | ---------- |
| 1  | Ally McCoist    | 1983–1998           | 581    | 355       | 0.61       |
| 2  | Bob McPhail     | 1927–1940           | 408    | 261       | 0.64       |
| 3  | Jimmy Smith     | 1930–1946           | 259    | 249       | 0.96       |
| 4  | Jimmy Fleming   | 1925–1934           | 268    | 223       | 0.83       |
| 5  | Derek Johnstone | 1970–1982 1985-1986 | 546    | 210       | 0.38       |
| 6  | Ralph Brand     | 1954–1965           | 317    | 206       | 0.65       |
| 7  | Willie Reid     | 1909–1920           | 230    | 195       | 0.84       |
| 8  | Willie Thornton | 1936–1954           | 308    | 194       | 0.63       |
| 9  | RC Hamilton     | 1897–1908           | 209    | 184       | 0.88       |
| 10 | Andy Cunningham | 1914–1929           | 389    | 182       | 0.47       |

Ra sân nhiều nhất
| #  | Tên              | Sự nghiệp           | Ra sân | Bàn thắng |
| -- | ---------------- | ------------------- | ------ | --------- |
| 1  | John Greig       | 1961–1978           | 755    | 120       |
| 2  | Sandy Jardine    | 1964–1982           | 674    | 77        |
| 3  | Ally McCoist     | 1983–1998           | 581    | 355       |
| 4  | Sandy Archibald  | 1917–1934           | 580    | 148       |
| 5  | Davie Meiklejohn | 1919–1936           | 563    | 46        |
| 6  | Dougie Gray      | 1925–1947           | 555    | 2         |
| 7  | Derek Johnstone  | 1970–1982 1985-1986 | 546    | 210       |
| 8  | Davie Cooper     | 1977–1989           | 540    | 75        |
| 9  | Peter McCloy     | 1970–1986           | 535    | 0         |
| 10 | Ian McColl       | 1945–1960           | 526    | 14        |

### Thành tích của các huấn luyện viên
| Tên             | giải ngoại hạng | Cúp quốc gia | Cúp liên đoàn | Châu Âu | Tổng cộng |
| --------------- | --------------- | ------------ | ------------- | ------- | --------- |
| William Wilton  | 8               | 1            | 0             | 0       | 9         |
| Bill Struth     | 18              | 10           | 2             | 0       | 30        |
| Scot Symon      | 6               | 5            | 4             | 0       | 15        |
| David White     | 0               | 0            | 0             | 0       | 0         |
| William Waddell | 0               | 0            | 1             | 1       | 2         |
| Jock Wallace    | 3               | 3            | 4             | 0       | 10        |
| John Greig      | 0               | 2            | 2             | 0       | 4         |
| Graeme Souness  | 3               | 0            | 4             | 0       | 7         |
| Walter Smith    | 8               | 5            | 4             | 0       | 17        |
| Dick Advocaat   | 2               | 2            | 1             | 0       | 5         |
| Alex McLeish    | 2               | 2            | 3             | 0       | 7         |
| Paul Le Guen    | 0               | 0            | 0             | 0       | 0         |
| Ally McCoist    | 0               | 0            | 0             | 0       | 0         |
| Mark Warburton  | 0               | 0            | 0             | 0       | 0         |
| Pedro Caixinha  | 0               | 0            | 0             | 0       | 0         |
| Graeme Murty    | 0               | 0            | 0             | 0       | 0         |
| Steven Gerrard  | 1               | 0            | 0             | 0       | 1         |

## Đội trưởng đội
| Tên              | Chu kỳ                   |
| ---------------- | ------------------------ |
| Tom Vallance     | 1876-1882                |
| David Mitchell   | 1882-1894                |
| John McPherson   | 1894-1898                |
| Robert Hamilton  | 1898-1906                |
| Robert Campbell  | (Bốn năm giữa 1906-1916) |
| Tommy Cairns     | 1916-1926                |
| Bert Manderson   | 1926-1927                |
| Tommy Muirhead   | 1927-1930                |
| David Meiklejohn | 1930-1938                |
| Jimmy Simpson    | 1938-1940                |
| Jock Shaw        | 1940-1957                |
| George Young     | 1953-1957                |
| Ian McColl       | 1957-1960                |
| Eric Caldow      | 1960-1962                |
| Bobby Shearer    | 1962-1965                |
| John Greig       | 1965-1978                |
| Derek Johnstone  | 1978-1983                |
| John McClelland  | 1983-1984                |

| Tên              | Chu kỳ        |
| ---------------- | ------------- |
| Craig Paterson   | 1984-1986     |
| Terry Butcher    | 1986-1990     |
| Richard Gough    | 1990-1997     |
| Richard Gough    | 1997-1998     |
| Brian Laudrup    | 1997          |
| Lorenzo Amoruso  | 1998-2000     |
| Bary Ferguson    | 2000-2003     |
| Bary Ferguson    | 2005-2007     |
| Bary Ferguson    | 2007-2009     |
| Craig Moore      | 2003-2004     |
| Stefan Klos      | 2004-2005     |
| Gavin Rae        | 2007          |
| David Weir       | 2009-2012     |
| Steven Davis     | 2012          |
| Carlos Bocanegra | 2012          |
| Lee McCulloch    | 2012-2015     |
| Lee Wallace      | 2015–2018     |
| James Tavernier  | 2018-hiện tại |

### Vĩ đại nhất Đội (1999)
| Goram Greig Butcher Gough Jardine Cooper Baxter Gascoigne Laudrup Hateley McCoist |

- Andy Goram
- John Greig – Bỏ phiếu các vĩ đại nhất Ranger
- Terry Butcher
- Richard Gough
- Sandy Jardine
- Davie Cooper
- Jim Baxter – Bỏ phiếu các thứ ba vĩ đại nhất Ranger
- Paul Gascoigne
- Brian Laudrup – Bỏ phiếu các vĩ đại nhất ngoại quốc Ranger
- Mark Hateley
- Ally McCoist – Bỏ phiếu các thứ hai vĩ đại nhất Ranger

## Scottish quốc gia đội tuyển danh dự

### Scottish đại sảnh của tiếng đồn
Kể từ năm 2019, 33 người chơi đã tham gia với Rangers trong sự nghiệp của họ, đã nhập Scottish cuộn của tôn vinh:
- John Greig - Khánh thành Được giới thiệu 2004
- Graeme Souness - Khánh thành Được giới thiệu 2004
- Sir Alex Ferguson - Khánh thành Được giới thiệu 2004
- Jim Baxter - Khánh thành Được giới thiệu 2004
- Willie Woodburn - Khánh thành Được giới thiệu 2004
- Alex McLeish - Được giới thiệu 2005
- Willie Waddell - Được giới thiệu 2005
- George Young - Được giới thiệu 2005
- Alan Morton - Được giới thiệu 2005
- Davie Cooper - Được giới thiệu 2006
- Brian Laudrup - Được giới thiệu 2006
- Sandy Jardine - Được giới thiệu 2006
- Willie Henderson - Được giới thiệu 2006
- Richard Gough - Được giới thiệu 2006
- Walter Smith - Được giới thiệu 2007
- Ally McCoist - Được giới thiệu 2007
- Eric Caldow - Được giới thiệu 2007
- Derek Johnstone - Được giới thiệu 2008
- Bill Struth - Được giới thiệu 2008
- David Meiklejohn - Được giới thiệu 2009
- Mo Johnston - Được giới thiệu 2009
- Andy Goram - Được giới thiệu 2010
- Robert Smyth McColl - Được giới thiệu 2011
- Terry Butcher - Được giới thiệu 2011
- Bob McPhail - Được giới thiệu 2012
- Scot Symon - Được giới thiệu 2013
- Davie Wilson - Được giới thiệu 2014
- Bobby Brown - Được giới thiệu 2015
- Jock Wallace - Được giới thiệu 2016
- Archie Knox - Được giới thiệu 2018
- Ian McMillan - Được giới thiệu 2018
- Tommy McLean - Được giới thiệu 2019
- Colin Stein - Được giới thiệu 2019

### Scottish cuộn của tôn vinh
Đội tuyển bóng đá quốc gia Scotland thừa nhận cầu thủ đã giành được 50 hoặc nhiều mũ cho Scotland. Chín cầu thủ đã giành mũ khi chơi cho Rangers:
- David Weir - Được giới thiệu 2006, 69 quốc tế ca
- Kenny Miller - Được giới thiệu 2010, 69 quốc tế ca
- Christian Dailly - Được giới thiệu 2003, 67 quốc tế ca
- Richard Gough - Được giới thiệu 1990, 61 quốc tế ca
- Ally McCoist - Được giới thiệu 1996, 61 quốc tế ca
- George Young - Được giới thiệu 1956, 54 quốc tế ca
- Graeme Souness - Được giới thiệu 1985, 54 quốc tế ca
- Colin Hendry - Được giới thiệu 2001, 51 quốc tế ca
- Steven Naismith - Được giới thiệu 2019, 51 quốc tế ca
- Alan Hutton - Được giới thiệu 2016, 50 quốc tế ca

### Scottish chơi thể thao đại sảnh của tiếng đồn
Trong Scottish chơi thể thao đại sảnh của tiếng đồn ba cầu thủ của Rangers đã được lựa chọn, họ là:
- Jim Baxter - Được giới thiệu 2002
- John Greig - Được giới thiệu 2002
- Ally McCoist - Được giới thiệu 2007

## Danh hiệu

### Giải ngoại hạng
Giải ngoại hạng (55)1891, 1899, 1900, 1901, 1902, 1911, 1912, 1913, 1918, 1920, 1921, 1923, 1924, 1925, 1927, 1928, 1929, 1930, 1931, 1933, 1934, 1935, 1937, 1939, 1947, 1949, 1950, 1953, 1956, 1957, 1959, 1961, 1963, 1964, 1975, 1976, 1978, 1987, 1989, 1990, 1991, 1992, 1993, 1994, 1995, 1996, 1997, 1999, 2000, 2003, 2005, 2009, 2010, 2011, 2021.

### Các cúp
Vô địch Cúp các câu lạc bộ đoạt cúp bóng đá quốc gia châu Âu (1)1972
Vô địch Scottish chức vô địch (1)2015-16
Vô địch Scottish liên đoàn một (1)2013-14
Vô địch Scottish thứ ba phân công (1)2012-13
Vô địch Cúp quốc gia Scotland (33)1894, 1897, 1898, 1903, 1928, 1930, 1932, 1934, 1935, 1936, 1948, 1949, 1950, 1953, 1960, 1962, 1963, 1964, 1966, 1973, 1976, 1978, 1979, 1981, 1992, 1993, 1996, 1999, 2000, 2002, 2003, 2008, 2009.
Vô địch Cúp liên đoàn Scotland (27)1947, 1949, 1961, 1962, 1964, 1965, 1971, 1976, 1978, 1979, 1982, 1984, 1985, 1987, 1988, 1989, 1991, 1993, 1994, 1997, 1999, 2002, 2003, 2005, 2008, 2010, 2011.